# Havant
Havant – miasto w Wielkiej Brytanii, w Anglii, w regionie South East England, w hrabstwie Hampshire, w dystrykcie Havant. Leży 30,6 km od miasta Southampton, 33,2 km od miasta Winchester i 96,4 km na południowy zachód od Londynu. W 2001 roku miasto liczyło 45 435 mieszkańców.
W Havant ma swą siedzibę klub piłkarski Havant & Waterlooville F.C. Havant jest wspomniana w Domesday Book (1086) jako Havehunte.
W mieście rozwinął się przemysł elektrotechniczny, maszynowy, samochodowy oraz chemiczny.